# Son Wan-ho
Son Wan-ho (koreanisch 손완호; * 17. Mai 1988 in Changwon, auch Shon Wan-ho) ist ein südkoreanischer Badmintonspieler.

## Karriere
Son Wan-ho wurde 2008 Dritter bei den Australian Open. Bei der Indonesia Super Series 2010 und der Swiss Open Super Series 2010 belegte er Platz 9, bei der All England Super Series 2010 Platz 5. Bei der Korea Open Super Series 2009 hatte er ebenfalls Platz 5 erreicht. Bei den Chinese Taipei Open 2010 schaffte er es bis ins Finale, unterlag dort jedoch Simon Santoso klar in zwei Sätzen.

## Sportliche Erfolge
| Saison | Veranstaltung       | Disziplin    | Platz | Name        |
| ------ | ------------------- | ------------ | ----- | ----------- |
| 2008   | Australian Open     | Herreneinzel | 3     | Shon Wan-ho |
| 2009   | Korea Open          | Herreneinzel | 5     | Shon Wan-ho |
| 2010   | All England         | Herreneinzel | 5     | Shon Wan-ho |
| 2010   | Swiss Open          | Herreneinzel | 9     | Shon Wan-ho |
| 2010   | Indonesia Open      | Herreneinzel | 9     | Shon Wan-ho |
| 2010   | Chinese Taipei Open | Herreneinzel | 2     | Shon Wan-ho |
| 2012   | India Open          | Herreneinzel | 1     | Shon Wan-ho |